# 白石駅 (宮城県)
白石駅（しろいしえき）は、宮城県白石市沢目にある、東日本旅客鉄道（JR東日本）東北本線の駅である。

## 歴史
- 1887年（明治20年）12月15日：開業[4]。
- 1890年（明治23年）
  - 9月8日：同月7日の大雨の影響で白石 - 大河原間で線路が破損し、運転を取りやめる[5]。
  - 10月20日：白石 - 大河原間の線路の復旧作業が終わり、運転を再開する[6]。
- 1935年（昭和10年）10月15日：省営自動車白中線（白石駅 - 常磐線中村駅 - 原釜間）の運輸営業を開始[7][8]。
- 1959年（昭和34年）5月19日：鉄筋コンクリート造、一部鉄骨造平屋建て駅舎に改築[注 1][新聞 1]。改築費2426万円全額分の利用債を白石市が引き受けた[新聞 1]。
- 1970年（昭和45年）10月25日：函館本線白石駅と姉妹駅提携。
- 1974年（昭和49年）4月1日：みどりの窓口の営業を開始[10][新聞 2]。
- 1984年（昭和59年）1月15日：貨物の取り扱いを廃止[4]。
- 1985年（昭和60年）3月14日：荷物の扱いを廃止[4]。
- 1987年（昭和62年）4月1日：国鉄分割民営化により、JR東日本の駅となる[4]。
- 2002年（平成14年）：東北の駅百選に選定される。
- 2003年（平成15年）10月26日：仙台方面でICカード「Suica」の利用が可能となる[報道 1]。当時は当駅がSuicaの仙台エリアの南端だった。
- 2008年（平成20年）9月：1番線ホームに残されていた開業当時からの油庫を鉄道関連グッズのギャラリー「れんがの油庫」として公開し[新聞 3]、国鉄時代の駅名標や時刻表が展示されている。
- 2009年（平成21年）3月14日：福島方面（矢吹駅まで）でICカード「Suica」の利用が可能となる[報道 2]。これにより、当駅がSuicaの仙台エリアの南端ではなくなった。
- 2020年（令和2年）4月1日：業務委託化[11]され、白石蔵王駅管理下となる。
- 2024年（令和6年）10月1日：えきねっとQチケのサービスを開始[1][報道 3]。

## 駅構造
単式ホーム1面1線と島式ホーム1面2線、計2面3線のホームを持つ地上駅である。開業当時から南側に留置線と待避線がある。
本屋は2021年（令和3年）にDOCOMOMO JAPAN選定 日本におけるモダン・ムーブメントの建築に認定されている。改札口は西側（下り線側）のみである。東側（上り線側）の跨線橋通路周辺の材木置き場であった場所を道路整備して駅前ロータリーを設置した。しかし、改札口はないため、通勤・通学時以外は閑散としている。
JR東日本東北総合サービスが駅業務を受託する業務委託駅（白石蔵王駅管理）で、みどりの窓口、自動改札機（Suica、えきねっとQチケ対応）、自動券売機が設置されている。また、駅構内にはNewDaysがある。
開業当時から南側（上り線側）の待避線にて越河峠越えのために機関車の増・解結が頻繁に見られたが、機関車の性能向上や通過に変更などにより見られなくなった。現在は引き上げ線などを一部撤去し規模を縮小し、夜間の電車留置用に5線ほどが残されている。また北側（下り線側）にも貨物取り扱い所と白石興産の引き込み線があったが、輸送を自動車輸送に切り替え廃止され、跡地にはホテルとその駐車場が建設された。2008年（平成20年）5月現在、駅北側の郡山踏切付近は当時の面影を垣間見ることができる。

### のりば
| 番線  | 路線      | 方向 | 行先                 | 備考               |
| ----- | --------- | ---- | -------------------- | ------------------ |
| 1 - 3 | ■東北本線 | 下り | 岩沼・仙台・利府方面 | 2・3番線は当駅始発 |
| 2・3  | ■東北本線 | 上り | 福島・郡山方面       | 2番線は当駅始発    |

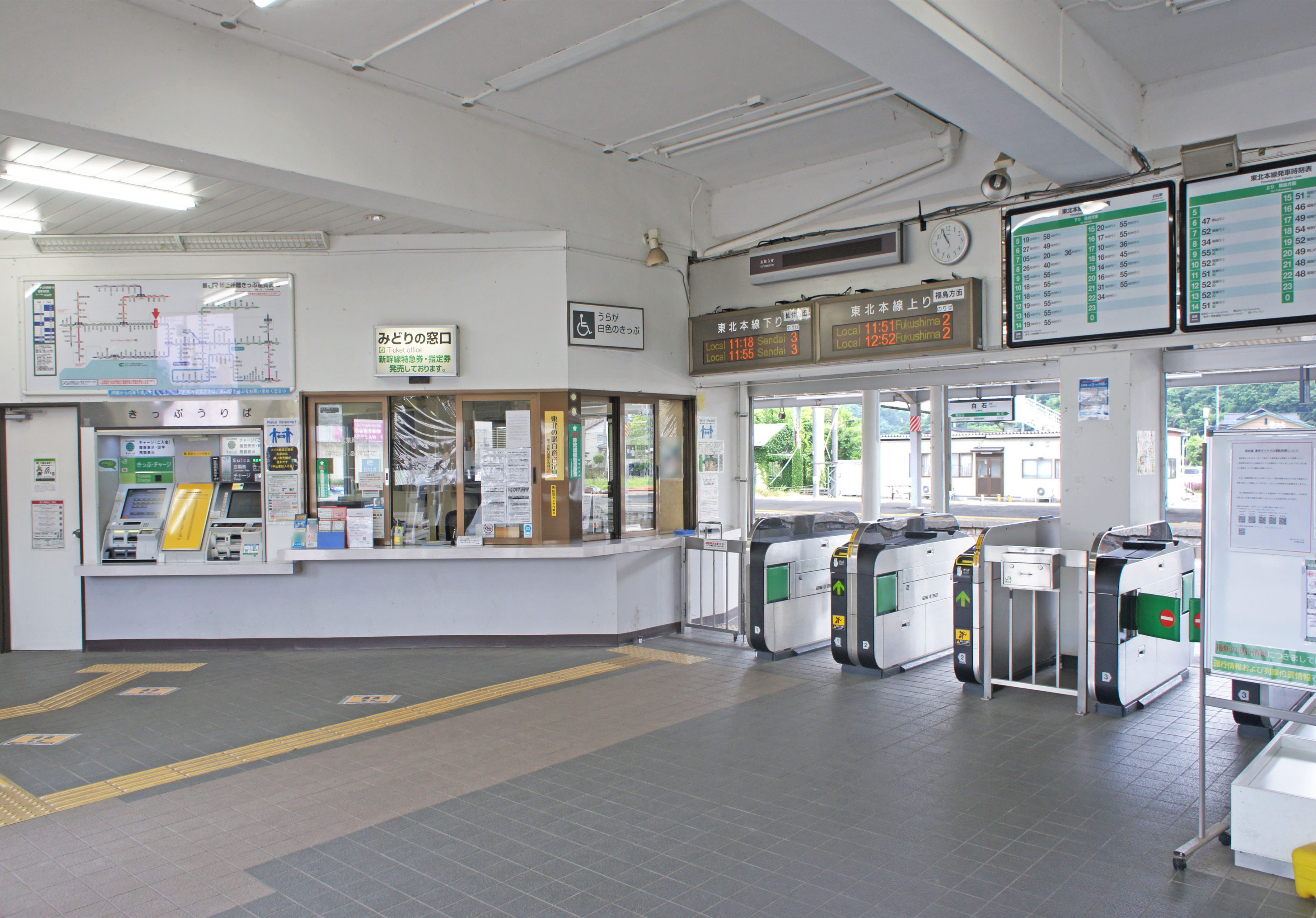
改札口（2022年5月）
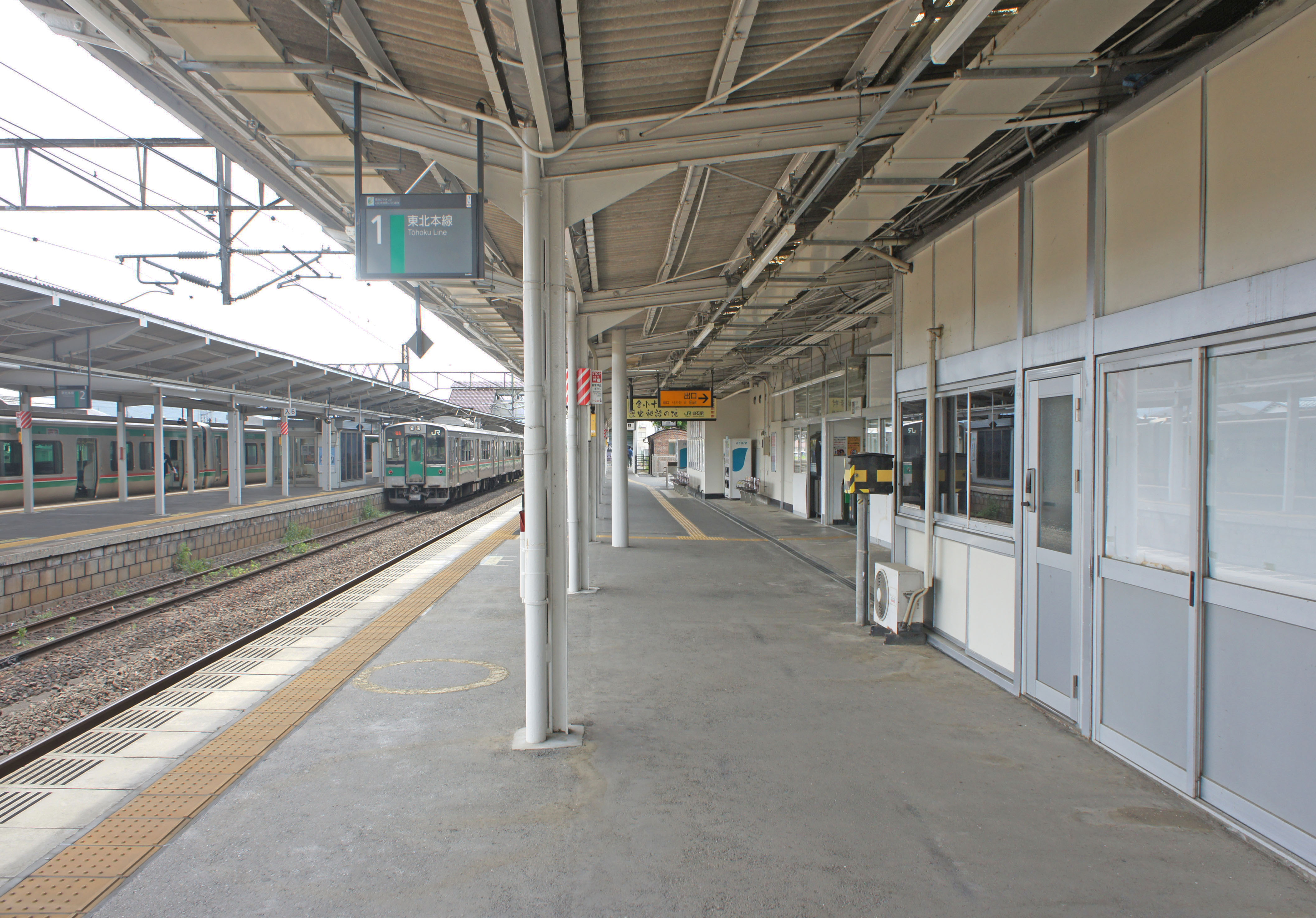
1番線ホーム（2022年5月）
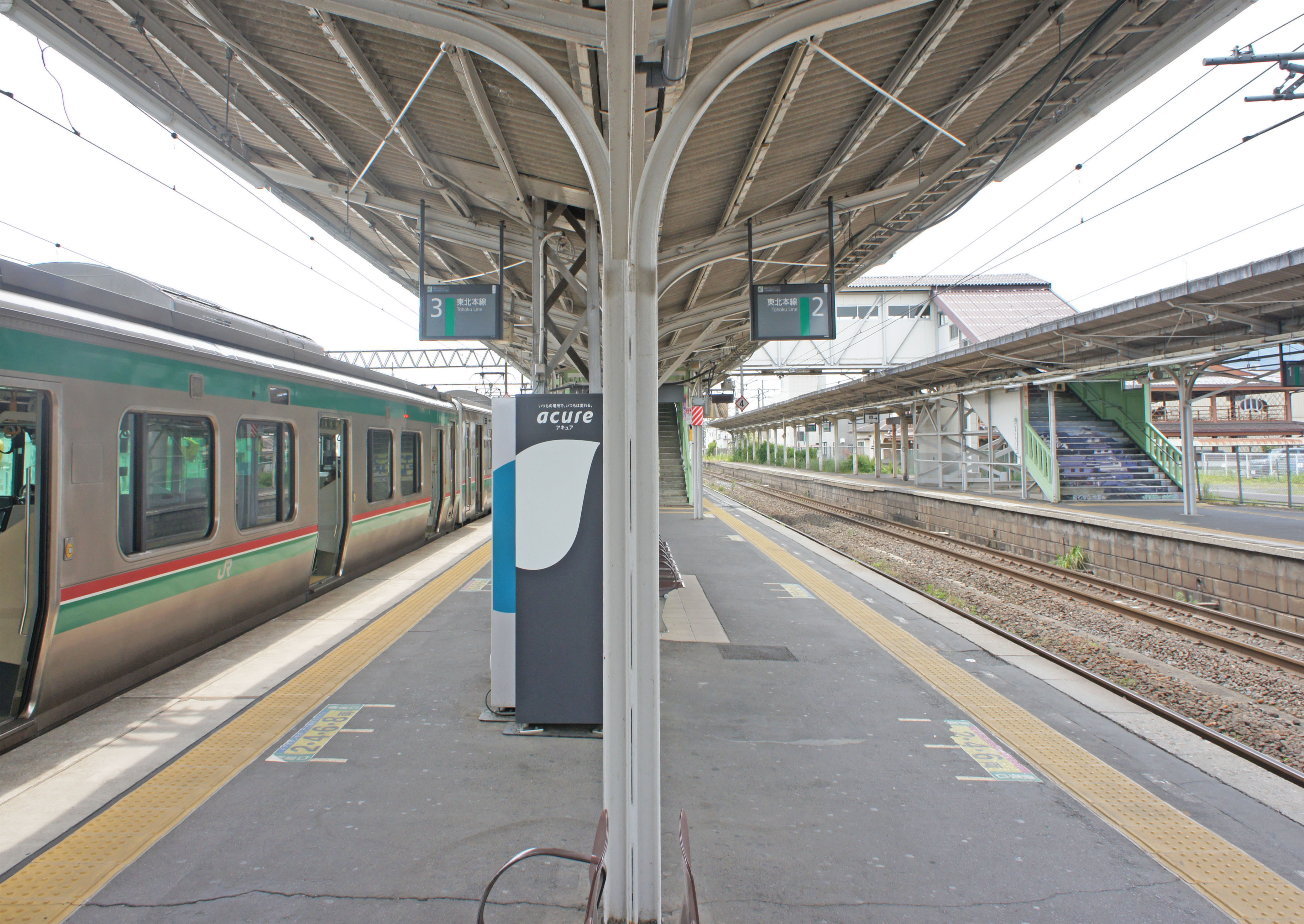
2・3番線ホーム（2022年5月）

## 利用状況
JR東日本によると、2023年度（令和5年度）の1日平均乗車人員は2,594人である。
2000年度（平成12年度）以降の推移は以下のとおりである。
| 1日平均乗車人員推移 | 1日平均乗車人員推移 | 1日平均乗車人員推移 | 1日平均乗車人員推移 | 1日平均乗車人員推移 |
| 年度                | 定期外              | 定期                | 合計                | 出典                |
| ------------------- | ------------------- | ------------------- | ------------------- | ------------------- |
| 2000年（平成12年）  |                     |                     | 3,590               | [ 利用客数 2 ]      |
| 2001年（平成13年）  |                     |                     | 3,516               | [ 利用客数 3 ]      |
| 2002年（平成14年）  |                     |                     | 3,324               | [ 利用客数 4 ]      |
| 2003年（平成15年）  |                     |                     | 3,340               | [ 利用客数 5 ]      |
| 2004年（平成16年）  |                     |                     | 3,317               | [ 利用客数 6 ]      |
| 2005年（平成17年）  |                     |                     | 3,240               | [ 利用客数 7 ]      |
| 2006年（平成18年）  |                     |                     | 3,104               | [ 利用客数 8 ]      |
| 2007年（平成19年）  |                     |                     | 3,063               | [ 利用客数 9 ]      |
| 2008年（平成20年）  |                     |                     | 3,030               | [ 利用客数 10 ]     |
| 2009年（平成21年）  |                     |                     | 3,009               | [ 利用客数 11 ]     |
| 2010年（平成22年）  |                     |                     | 2,897               | [ 利用客数 12 ]     |
| 2011年（平成23年）  |                     |                     | 2,806               | [ 利用客数 13 ]     |
| 2012年（平成24年）  | 465                 | 2,434               | 2,900               | [ 利用客数 14 ]     |
| 2013年（平成25年）  | 487                 | 2,497               | 2,985               | [ 利用客数 15 ]     |
| 2014年（平成26年）  | 479                 | 2,369               | 2,849               | [ 利用客数 16 ]     |
| 2015年（平成27年）  | 494                 | 2,414               | 2,908               | [ 利用客数 17 ]     |
| 2016年（平成28年）  | 474                 | 2,462               | 2,936               | [ 利用客数 18 ]     |
| 2017年（平成29年）  | 474                 | 2,454               | 2,928               | [ 利用客数 19 ]     |
| 2018年（平成30年）  | 466                 | 2,426               | 2,892               | [ 利用客数 20 ]     |
| 2019年（令和元年）  | 452                 | 2,407               | 2,860               | [ 利用客数 21 ]     |
| 2020年（令和02年）  | 258                 | 2,005               | 2,264               | [ 利用客数 22 ]     |
| 2021年（令和03年）  | 291                 | 2,114               | 2,405               | [ 利用客数 23 ]     |
| 2022年（令和04年）  | 368                 | 2,083               | 2,452               | [ 利用客数 24 ]     |
| 2023年（令和05年）  | 404                 | 2,189               | 2,594               | [ 利用客数 1 ]      |

## 駅周辺
白石駅の西方に白石城がある。このため当駅は「徳川幕府の一国一城令から免れた白石城への最寄り駅」として東北の駅百選に選定された。
- 白石市役所
- 白石郵便局
- 白石駅前郵便局
- 白石警察署白石駅前交番
- 仙南信用金庫本店
- 七十七銀行白石支店
- 仙台銀行白石支店
- 国道113号
- ヨークベニマル白石店

## バス路線
断りがない限り西口に停留所が設置されている。
- ミヤコーバス：遠刈田温泉、白石蔵王駅方面
- 白石市民バス（きゃっするくん）：市内各方面
- 七ヶ宿町町営バス
- タケヤ交通：蔵王キツネ村方面

## 乗車券の表記
乗車券を購入の際は（北）白石-○○と発券され、券面に印字される。みどりの窓口でも同様に「（北）白石駅MM発行」となっている。「（北）」は東北本線の略号で、JRにあと2つある白石駅（前者は北海道にある函館本線の白石駅で、後者は熊本県にある肥薩線の白石駅）と区別するためのものである。

## 隣の駅
東日本旅客鉄道（JR東日本）
■東北本線
越河駅 - 白石駅 - 東白石駅

### 記事本文